# ویرا گالانیکووا
ویرا گالانیکووا (چکی: Věra Galatíková؛ ‏ ۱۹ اوت ۱۹۳۸ – ۲۱ دسامبر ۲۰۰۷) بازیگر اهل چکسلواکی بود. وی بین سال‌های ۱۹۶۲ تا ۲۰۰۵ میلادی فعالیت می‌کرد.
از فیلم‌ها یا برنامه‌های تلویزیونی که وی در آن نقش داشته‌است، می‌توان به چکاوک‌ها روی بند و دره زنبورها اشاره کرد.